# Єрмоліно (Калузька область)
Єрмоліно (рос. Ермолино) — місто в Боровському районі Калузької області Російської Федерації.
Населення становить 10 418 осіб. Входить до складу муніципального утворення Муніципальне утворення місто Єрмолино.

## Історія
До 1944 року населений пункт належав до Московської області. Від 1944 року в складі Калузької області.
Від 2004 року входить до складу муніципального утворення Муніципальне утворення місто Єрмолино.

## Населення
| 1913    | 1926    | 1931    | 1939    | 1959    | 1970    | 1979    |
| ------- | ------- | ------- | ------- | ------- | ------- | ------- |
| 484     | ↗863    | ↗3090   | ↗5833   | ↘5703   | ↗7356   | ↗8015   |
| 1989    | 2000    | 2001    | 2002    | 2003    | 2005    | 2006    |
| ↗10 573 | ↗11 000 | →11 000 | ↘9454   | ↗9500   | ↗9600   | ↗9800   |
| 2007    | 2008    | 2009    | 2010    | 2011    | 2012    | 2013    |
| ↗10 000 | →10 000 | ↗10 087 | ↗10 409 | ↘10 400 | ↗10 509 | ↘10 483 |
| 2014    | 2015    | 2016    | 2017    | 2018    | 2019    | 2020    |
| ↘10 442 | ↘10 329 | ↘10 263 | ↘10 158 | ↘10 089 | ↗10 204 | ↘10 120 |
| 2021    | 2022    |         |         |         |         |         |
| ↗10 157 | ↗10 418 |         |         |         |         |         |

## Постаті
- Антрапцева Надія Михайлівна (* 1948) — доктор хімічних наук (1998), професор (1999); винахідниця.